# Ambroise Barlow
Pour les articles homonymes, voir Saint Ambroise et Barlow.
Ambroise Barlow (né vers 1585 tout près de Manchester, Lancashire, Angleterre - mort le 10 septembre 1641 à Lancaster, Lancashire, Angleterre) est un bénédictin anglais arrêté et exécuté sous le règne de Charles Ier. 

## Biographie

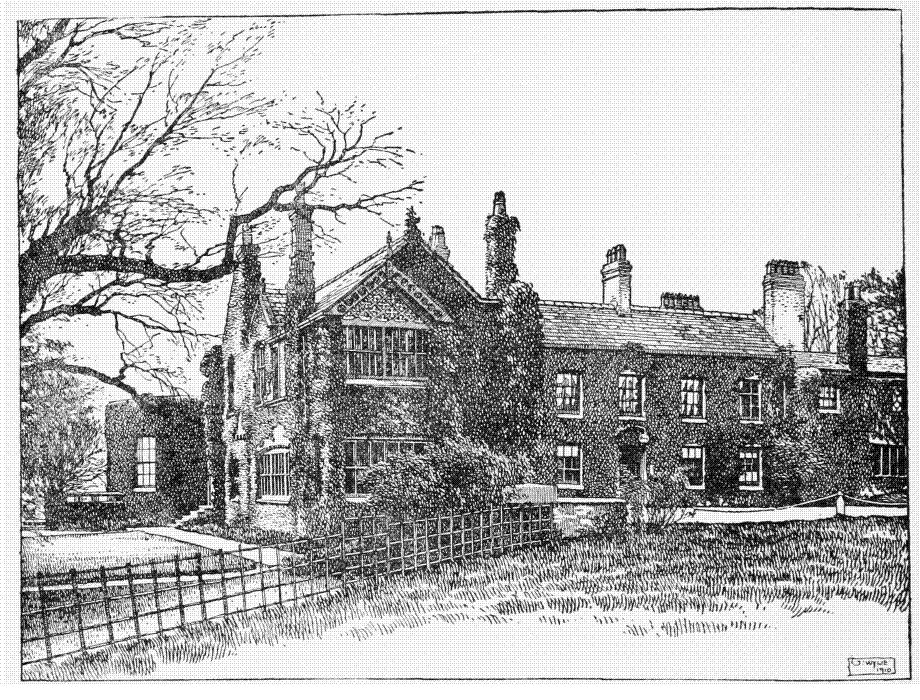
Barlow Hall, maison familiale d'Ambroise Barlow en 1910

Né dans une famille ayant fait une conversion de façade à l'Église d'Angleterre pour ne pas perdre ses biens - la famille compte déjà un martyr, son grand-père mort en prison l'année de sa naissance pour ses convictions catholiques - il est baptisé anglican. En 1597, à l'âge de douze ans, il entre au service de son cousin, Sir Urian Leigh d'Adlington comme page. En 1607, dans des circonstances largement inconnues, il décide secrètement de se faire catholique. A la même période il dit ressentir une vocation de prêtre. Pour pouvoir devenir prêtre catholique il quitte le service de son cousin et discrètement se rend à Douai en France pour s'inscrire au Collège anglais et commencer son séminaire. Il poursuit sa formation au Collège royal de Saint Alban à Valladolid, en Espagne. Il retourne une première fois en Angleterre en 1613. Son séjour sur le continent est jugé suspect. Il passe plusieurs mois en prison avant d'être libéré. Il retourne à Douai en 1615 cette fois-ci pour rejoindre la communauté des moines bénédictins anglais de Saint-Grégoire (aujourd'hui Downside Abbey après leur déménagement en Angleterre), où il retrouve son frère Rudesind lui-même devenu catholique et moine dans ce monastère. Au moment de sa profession il prend le nom d'Ambroise. Il est ordonné prêtre en 1617.
Il choisit ensuite de retourner en Angleterre. Le simple fait de revenir dans son pays en tant que prêtre catholique le met directement en danger de mort. Pendant vingt-quatre ans néanmoins, installé dans le sud du Lancashire il réussit tant bien que mal a assuré son ministère de prêtre catholique sans perdre la vie et malgré plusieurs arrestations. Sa famille bien qu'officiellement anglicane le cache et le soutient financièrement. Pour éviter d'être repéré il ne reste jamais plus de quatre semaines au même endroit.
La situation devient plus périlleuse pour lui à partir de 1641. A cette date le roi Charles Ier signe un décret fixant un délais d'un mois pour tous les prêtres catholiques pour quitter le royaume. Au-delà de cette date, s'ils sont arrêtés, il seront considérés comme traîtres avec les graves conséquences que cela auraient pour eux. Il refuse non seulement de partir mais aussi de se cacher. Il est alors déjà très affaibli et handicapé à la suite d'un accident cérébral.
Le 25 avril 1641, jour de Pâques, Ambroise célèbre la messe devant une large foule de fidèles. Les autorités locales interviennent pour empêcher l'office. Il est arrêté et escorté jusqu'au juge de paix de Winwick, avant d'être transporté au château de Lancaster. Il sera jugé début septembre et condamné à mort. Il est mis à mort par pendaison, éviscération et écartèlement, peine réservée aux traîtres.

## Vénération
Ambroise Barlow a été béatifié en 1929 par le pape Pie XI et canonisé le 25 octobre 1970 par le pape Paul VI. Il est fêté le 22 août. Figurant dans la liste des martyrs de Douai il est l'un des Quarante martyrs d'Angleterre et de Galles.